# Cecil Weld-Forester (1er baron Forester)
Cecil Weld-Forester, 1er baron Forester (baptisé le 7 avril 1767 - 23 mai 1828), est un député britannique conservateur, puis pair.

## Biographie
Né Cecil Forester et baptisé à l'église St Chad de Shrewsbury il prend le nom de famille supplémentaire Weld par licence royale en 1811, après avoir hérité de Willey Park de son cousin George Forester. Il est élu à la Chambre des communes pour Wenlock en 1790, poste qu'il occupe jusqu'en 1820. La dernière année, il est élevé à la pairie sous le nom de baron Forester, de Willey Park, dans le comté de Shropshire.
Lord Forester épouse Katherine Mary Manners, fille de Charles Manners (4e duc de Rutland) et de son épouse Mary Somerset, en 1800. Ils ont neuf enfants, quatre fils et cinq filles. Il meurt de goutte à Belgrave Square à Londres en 1828, à l'âge de 61 ans, et est enterré à l'église paroissiale de Willey. Son fils aîné, John Weld-Forester (2e baron Forester), lui succède dans la baronnie. Lady Forester est décédée en 1829. Ses descendants seraient plus tard dans la lignée britannique de succession au trône par la princesse Alice, la duchesse de Gloucester, et Mary du Royaume-Uni, épouse de son arrière-petit-fils, Henry Lascelles (6e comte de Harewood).
Parmi ses cinq filles, Anne, mariée à George Stanhope (6e comte de Chesterfield), et Selina, mariée à Orlando Bridgeman (3e comte de Bradford), sont des personnalités en vue et sont des amis intimes de Benjamin Disraeli. On a souvent dit que Disraeli était amoureux de Selina au cours de ses dernières années, mais comme elle n'est pas libre de se marier, il propose le mariage à la veuve Anne, dans l'espoir de rester proche des deux sœurs. Anne refuse sa proposition au motif qu'ils sont tous deux trop vieux pour commencer une nouvelle vie.